# Secondo Magni
Secondo Magni (né le 24 mars 1912 à Fucecchio et mort le 17 août 1997 à Larciano dans la province de Pistoia) est un coureur cycliste italien. Professionnel entre 1932 et 1945, il a notamment remporté une étape du Tour d'Italie 1939 et y a porté le maillot rose pendant une journée.
Son petit frère Vittorio Magni fut également coureur cycliste professionnel.

## Palmarès
- 1930
  - 2e de la Coppa Pietro Linari
- 1931
  - Coppa Pietro Linari
- 1932
  - Coppa Pietro Linari
  - Coppa Zucchi
- 1933
  - 3e de la Coppa Zucchi
- 1937
  - Giro del Casentino
  - 3e de la Coppa Pietro Linari
- 1938
  - 5e, 6e et 8e étapes du Giro dei Tre Mari
  - Tour de Vénétie
  - Tour d'Ombrie
  - Coppa Città di Busto Arsizio (it)
  - 3e des Trois vallées varésines
  - 6e du Tour de Lombardie
- 1939
  - 14e étape du Tour d'Italie
  - 8e du Tour de Lombardie

## Résultats sur le Tour d'Italie
4 participations
- 1932 : non-partant (4e étape)
- 1933 : abandon (3e étape)
- 1939 : 12e, vainqueur de la 14e étape,  maillot rose pendant une demi-étape
- 1940 : 26e